# Кумбулумба
Кумбулумба (англ. Koombooloomba) — містечко в Австралії у складі штату Квінсленд.

## Географія
Кумбулумба розташована на захід від озера Тінару на плато Атертон.

### Клімат
Селище знаходиться у зоні, котра характеризується вологим субтропічним кліматом. Найтепліший місяць — січень із середньою температурою 23.3 °C (74 °F). Найхолодніший місяць — липень, із середньою температурою 15 °С (59 °F).
| Клімат Кумбулумби       | Клімат Кумбулумби | Клімат Кумбулумби | Клімат Кумбулумби | Клімат Кумбулумби | Клімат Кумбулумби | Клімат Кумбулумби | Клімат Кумбулумби | Клімат Кумбулумби | Клімат Кумбулумби | Клімат Кумбулумби | Клімат Кумбулумби | Клімат Кумбулумби | Клімат Кумбулумби |
| Показник                | Січ.              | Лют.              | Бер.              | Квіт.             | Трав.             | Черв.             | Лип.              | Серп.             | Вер.              | Жовт.             | Лист.             | Груд.             | Рік               |
| Абсолютний максимум, °C | 37,6              | 35                | 34                | 30,8              | 29                | 27                | 26                | 29,6              | 32,2              | 34                | 39,8              | 38,8              | 39,8              |
| Середній максимум, °C   | 27,9              | 27,1              | 26                | 23,5              | 21,4              | 20                | 19,5              | 20,9              | 23,5              | 25,5              | 27,7              | 28,2              | 24,2              |
| Середня температура, °C | 23                | 23                | 22                | 20                | 18                | 15                | 15                | 16                | 18                | 20                | 22                | 23                | 19                |
| Середній мінімум, °C    | 19,2              | 19,3              | 18,4              | 17,1              | 15,2              | 11,5              | 11,2              | 11,8              | 13,4              | 15,4              | 17,3              | 18,5              | 15,6              |
| Абсолютний мінімум, °C  | 14                | 11,2              | 11,2              | 6,8               | 3                 | 0                 | −1,2              | 0,5               | 2,5               | 5                 | 7,1               | 11                | −1,2              |
| Норма опадів, мм        | 330               | 430               | 460               | 350               | 260               | 140               | 120               | 100               | 80                | 80                | 110               | 160               | 2660              |
| Днів з дощем            | 18                | 19,7              | 20,9              | 20,4              | 19,5              | 13,1              | 12,9              | 12,2              | 9,1               | 9,9               | 10,6              | 13,7              | 180               |
| ----------------------- | ----------------- | ----------------- | ----------------- | ----------------- | ----------------- | ----------------- | ----------------- | ----------------- | ----------------- | ----------------- | ----------------- | ----------------- | ----------------- |
| Джерело: Weatherbase    |                   |                   |                   |                   |                   |                   |                   |                   |                   |                   |                   |                   |                   |